# Domènec Farell i Valls
Domènec Farell i Valls (Barcelona, 27 de maig 1898 - Barcelona, 29 de desembre 1930) fou un periodista català.
Era membre del partit jaumí. Fou director del periòdic tradicionalista La Protesta, a més de redactor del setmanari La Trinchera i del diari El Correo Catalán.
L'any 1919 fou un dels fundadors dels Sindicats Lliures, amb altres jaumins i col·laboradors de La Trinchera com Josep Baró, Josep Bru, Estanislao Rico i d'altres.
Va succeir a Estanislao Rico en la direcció de La Protesta, successor de La Trinchera. Juntament amb Antoni Oliveres formava part del sector dirigent dels Sindicats Lliures de tendència catalanista oposat a la dictadura de Primo de Rivera i distanciat del grup predominant de Ramon Sales i Josep Bru, que en van col·laborar.
El 1926 La Protesta va ser tancada pel govern per causa d'una conspiració contra el règim d'un grup de jaumins vinculats al setmanari. Per un article publicat l'any 1927 en El Correo Catalán contra la dictadura, Farell va ser detingut i desterrat a Gerri de la Sal, la qual cosa va minvar molt la seva salut.
L'any 1929 va publicar un "Idearium" tradicionalista a la impremta del periòdic El Tradicionalista de València amb el pseudònim d'Heráclito. Fou també col·laborador del setmanari jaumí madrileny El Cruzado Español, aparegut aquell mateix any.
Després de la caiguda de la dictadura de Primo de Rivera, l'any 1930 va fer reaparèixer el setmanari La Trinchera, aquest cop enfrontat als Sindicats Lliures, i defensà l'autonomia per a Catalunya.
Va participar activament en els mítings carlins, i a l'octubre va pronunciar un apassionat discurs a Sant Feliu de Llobregat amb motiu de la inauguració del Casal Tradicionalista del Baix Llobregat. Va morir al desembre del mateix any.
Casat amb Isabel Coin Català va ser pare de Domènec i Carles Farell Coin.

## Obres
- Programa político. "Idearium" tradicionalista (València, 1929)